# Битка код Шириминија
Битка код Шириминија (грузијски:შირიმნის ბრძოლა) такође позната као Битка код Палакација је била битка између Византијских и Грузијских војски код места Ширимини код језера Палакацио (данас Чилдир, Турска; у то доба део грузије) 11 . септембра, 1021. год.

## Позадина
Бици је претходио две деценије дуг спор око наслеђа Грузијског куропата који под којим је било неколикао области на Византијско-Грузијско-Јерменској граници у Малој Азији. Рат је букнуо пуном снагом када је грузијски краљ Георгије I преотео спорна подручја силом,1014. год. У знак одмазде византијски цар Василије II повео је 1021. год. велику војску у Грузију одбацујући Грузијце на њихове претходне положаје унутар пређашње грузијске границе.

## Битка
Обе армије и Византијска и Грузијска биле су предвођенеод стране својих владара. Василијева војска је садржала пуно припадника Врајашке гарде, док је грузијска била појачана неким јерменским ауксиларима. Две војске су се сусреле код села Ширимини код Палакацио језера. Грузијци су били близу победе, али је моћни контра напад предвођен од стране Василија испоставило се био одлучујући за исход битке. Два грузијска висока заповедника Рати Баигваши и Кхурси убијени су током борбе. Након ове скупе победе, цар је опљачкао и опустошио оближње земље и вратио се до зиме на своје поседе у Трапезиусу.